# نينتندو باور

العدد الأول من الإصدار في الولايات المتحدة شهر يوليو سنة 1988.

نينتندو باور (بالإنجليزية: Nintendo Power)‏ كانت مجلة تصدر شهرياً من أجل الأخبار والاستراتيجية لألعاب الفيديو المتوفرة على أجهزة شركة نينتندو. كانت مجلة نينتندو باور تنشر من قبل الفرع الأمريكي لنينتندو ولكن الآن هي مجلة مستقلة. اعتباراً من العدّد رقم #222 (الخاص بشهر ديسمبر 2007)، عاقدت نينتندو رسوم نشر المجلة لشركة فيوتشر يو إس الإعلانيّة، الفرعية الأمريكية لشركة فيوتشر البريطانية للنشر.
صدر العدّد الأول لـنينتندو باور في يوليو/أغسطس 1988، وكانت آنذاك تسلط الضوء على لعبة سوبر ماريو برذرز 2 لمشغل النينتندو إنترتينمنت سيستم. لا تزال المجلة واحدة من أطول مجلات الألعاب الفيديو إصداراً في الولايات المتحدة وكندا، وهي كانت أيضاً المجلة الرسميّة لنينتندو في أمريكا الشمالية.
في 21 أغسطس، 2012، أعلنت نينتندو أنها لن تجدد اتفاق الترخيص مع شركة فيوتشر للنشر، وأنها ستوقف مجلة نينتندو باور من بعد 24 عاماً من النشر. أصدر العدد #285 كآخر عدد في ديسمبر 2012.